# Primera guerra civil de Samoa
La Primera guerra civil de Samoa se refiere al conflicto entre facciones rivales de Samoa  en las  islas de Samoa del  Pacífico Sur. La guerra se libró aproximadamente entre 1886 y 1894, principalmente entre los samoanos que disputan si Malietoa Laupepa o Mata'afa Iosefo serían rey de Samoa. Sin embargo, el ejército alemán intervino en varias ocasiones. También hubo un enfrentamiento naval entre los Estados Unidos, Alemania y el Reino Unido. Posteriormente que el ciclón Apia de 1889 destruyese seis de los barcos alemanes y estadounidenses estacionados en Samoa, los tres países decidieron que Laupepa sería el rey.

## Antecedentes
Alemania luchó en Samoa en defensa de Tamasese, su elección por Tafa'ifa, el Rey de Samoa, después de que el reinado de Malietoa Laupepa fuera usurpado y el rey exiliado. Tamasese y sus aliados alemanes se enfrentaron a una facción rival, encabezada por el popular jefe samoano Mata'afa Iosefo. Alemania buscaba expandir su nuevo imperio y sus intereses comerciales. Estados Unidos, que también busca proteger sus intereses comerciales en Samoa, envió tres buques de guerra, el USS Vandalia, el Trenton, y el Nipsic, para vigilar la isla. Gran Bretaña también envió un barco para proteger sus intereses, el HMS Calliope.

## Guerra
Las tensiones con los Estados Unidos aumentaron después de que un bombardeo alemán de las aldeas rebeldes de Mata'afa también causara la destrucción de las propiedades estadounidenses, en 1887. Una batalla en Vailele en septiembre de 1888, seguido de un bombardeo alemán de las aldeas rebeldes, resultó que los guerreros de Mata'afa destruyeran un contingente alemán y saquearan sus plantaciones. [3] A lo largo de la guerra, los barcos alemanes, estadounidenses y británicos se encontraban en un enfrentamiento naval conocido como la crisis de Samoa. Las tres potencias occidentales finalmente acordaron que Malietoa Laupepa se restauraría como rey de Samoa en 1889 después de que un ciclón destruyera los buques de guerra estadounidenses y alemanes en el puerto de Apia, deteniendo las hostilidades entre las potencias. [4] Sin embargo, el conflicto en Samoa continuó hasta 1894, cuando Laupepa se convirtió nuevamente en rey.

## Segunda guerra civil de Samoa
Nueve años más tarde, con la muerte de Malietoa Laupepa, las hostilidades estallaron nuevamente en 1898 en la Segunda guerra civil de Samoa. Sin embargo, este conflicto se terminó rápidamente con la partición de la cadena de islas en la Convención Tripartita de 1899.